# 恆星視差

來自年周視差的恆星視差運動。

恆星視差以秒差距為基礎，這是從太陽到天體的視差為1角秒的距離。 (1天文單位和1秒差距是不同的尺度，1秒差距相當於206,265天文單位。)

恆星視差是天文學中因為恆星距離產生視差的效應。它是恆星際尺度的視差，經由天文測量學，視差可以直接測量出一顆恆星與地球的準確距離。它曾是天文學辯論了數百年的議題，但是因為太困難了，在19世紀初期才取得了最接近幾顆恆星的值。即使在21世紀，恆星視差的測量已經達到銀河系的尺度，但大多數的距離測量還是經由紅移的計算或是其它的方法。 
視差通常是由地球在軌道上不同的位置，導致觀察到近距離的恆星相對於遙遠的天體移動到不同位置獲得的。經由觀察視差，測量角度和利用三角學，可以測量不同物體在空間中的距離，通常是恆星，但在太空中的其它天體也可以。 
因為其它的恆星都非常遙遠，因此測量的角度都非常小，而且需要利用瘦三角形逼近，一個天體的距離 (以秒差距測量) 是視差值 (以角秒測量) 的倒數：
{\displaystyle d(\mathrm {pc} )=1/p(\mathrm {arcsec} ).}
例如，比鄰星的距離是1/0.7687=1.3009秒差距（4.243光年）。 天鵝座61是第一顆成功測量出恆星視差的恆星，是贝塞耳在1838年於柯尼斯堡天文台使用夫琅和費的量日儀測出的。

## 早期的理論和企圖
事實上，因為恆星視差非常小，因此一直未能觀測到 (直到19世紀)，並在近代史中被作為反對日心說的科學論據。很明顯的，如果星星的距離夠遠，從歐幾里得的幾何學是無法察覺的，但由於種種的原因，使這種巨大的距離難以置信：其中之一是為了使缺乏視差的恆星能夠相容，土星軌道和第八領域 (恆星) 之間必須有巨大而不太可能存在的空隙，使得第谷成為哥白尼日心說的主要反對者。
詹姆斯·布拉德雷在1729年首度嘗試測量恆星視差。他以望遠鏡证明恆星的運動是太微不足道的，但他發現了光行差、地軸的章動、和編輯了3222顆恆星的星表。

## 19世紀和20世紀

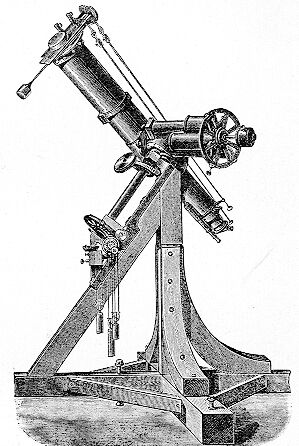
白塞爾的量日儀。

恆星視差最常使用週年視差來測量，定義是從地球和太陽看見的恆星位置在角度上的差異，也就是一顆恆星在地球繞太陽軌道平均半徑對角上的差別。1秒差距 (3.26光年) 的定義是周年視差為1角秒的距離。周年視差一般是觀察在一年的不同時間裡，通過地球在軌道上移動測量的恆星位置。周年視差的測量是第一個可靠的測量最接近的恆星距離的方法。第一次成功測量出的恆星視差是白塞耳在1838年使用量日儀測出的天鵝座61。
由於測量上的困難，在19世紀結束時只有大約60顆的恆星視差被觀察到，而且多數都是使用動絲測微器。在20世紀初期，使用天文照相底片的天文攝影儀加速了這個過程。自動的底片量測和1960年代更精密的電腦技術使得星表的比對更有效率。 在1980年代，感光耦合元件 (CCD) 取代了照相底片，並且使不確定的因素減少到千分之一角秒。  
恆星視差依然是校準其他測量方法的標準 (參見宇宙距離尺度)。基於恆星視差的距離計算需要很精確的測量地球到太陽的距離，現在是以雷達從行星表面的反射為基礎。
在這些計算中所涉及的角度都很小，因此很難衡量。最接近太陽的恆星 (因此這顆恆星有最大的視差)，比鄰星，的視差是0.7687 ± 0.0003角秒。這相當於從5.3公里之外觀察直徑2厘米大小物體的弦所形成的角。

## 太空天文測量學的視差
在1989年，依巴谷衛星發射的主要目的就是觀察近距離恆星的視差和自行，這種方法使可測量數量增加了10倍。即便如此，依巴谷衛星能測量出視差角的恆星距離也只能達到1,600光年，相較於銀河系的直徑只比1%多了一點。歐洲太空總署的蓋亞任務，於2000年推出，2013年3月發射升空，能夠讓視差角的測量精確度達到10微秒 。在2018年釋出的資料中, 能夠繪製出鄰近地球數萬光年內恆星 (與潛在行星) 的位置圖，將包括10億顆恆星的位置、視差、和自行，所有的恆星在紅色和藍色的光度資料都可接受正規的標準誤差。

## 其它基線
太陽在空間中的運動提供了更長的基線，可以增加測量視差的準確性，稱為長期視差。對於銀河盤面中的恆星，這相當於每年平均4天文單位的基線，對銀暈中的恆星是每年40天文單位。經過數十年，這個基線測量的視差數量極可以高於用傳統的地球-太陽距離基線測量視差。不過，因為其它恆星的相對速度是一個未知的不確定值，長期視差也引入了較高的不確定性。當應用在多恆星的樣本時可以減少不確定性，因為精確度反比於樣本數量大小的平方根 。

## 在天文學的其它視差
在天文學上其它項目的視差具有不同的意義，它們有光度視差法、分光視差和力學視差。

## 延伸讀物
- Dyson, F. W. . The Observatory. 1915, 38: 292. Bibcode:1915Obs....38..292D.